# Джемарджидзев, Михаил Григорьевич
Михаил Григорьевич Джемарджидзев (1822—1889) — русский генерал-лейтенант, участник покорения Кавказа.

## Биография
Михаил Джемарджидзев родился в 1822 году; воспитывался в 1-м Московском кадетском корпусе, из которого выпущен прапорщиком 22 июня 1840 года в Нижегородский драгунский полк. В рядах этого полка Джемарджидзев принимал участие в делах с горцами: был ранен и контужен и за боевые отличия получил все чины до майора включительно, золотую саблю с надписью «За храбрость» и ордена Святого Владимира 4-й степени с мечами и бантом и Святой Анны 2-й степени с мечами. 
В 1852 году майор Джемарджидзев был назначен командующим Дагестанским конно-иррегулярным полком, в 1853 г. произведён в подполковники, в 1854 году назначен состоять при начальнике главного штаба Кавказской армии, в 1855 г. — помощником начальника Джаро-Белоканского округа и начальником левого фланга Лезгинской линии. 
В 1857 году переведён в Переяславский драгунский полк, с которым принял участие в Лезгинской экспедиции того же года, и за боевые отличия произведён в полковники. 
В 1860 году Михаил Григорьевич Джемарджидзев был назначен командиром 46-го драгунского Переяславского полка, 17 апреля 1863 года он был произведён в генерал-майоры с назначением военным начальником Южного Дагестана и Дербентским градоначальником, а в 1868 г. был вынужден просить об увольнении его от должности вследствие расстройства здоровья от ран, полученных на войне и нанесённых ему в 1852 и 1866 гг. горцами. В 1874 году Джемарджидзев занял должность начальника местных войск Закавказского края, 30 августа 1876 года был произведён в генерал-лейтенанты, в 1878 году назначен начальником местных войск Кавказского военного округа, в 1881 году — командиром 2-го Кавказского армейского корпуса, а в 1886 году членом Военного совета. 
Михаил Григорьевич Джемарджидзев умер в 1889 году.

## Награды
Среди прочих наград М. Г. Джемарджидзев имел ордена св. Анны 4-й степени с надписью «За храбрость» (1846 г.), св. Владимира 3-й степени с мечами (1857 г.), св. Станислава 1-й степени (1862 г.), св. Анны 1-й степени (1868 г.), св. Владимира 2-й степени (1873 г.), Белого Орла (1879 г.) и св. Александра Невского (1883 г.).